# حقوق مدنی (کتاب)
حقوق مدنی نام یک دوره هشت جلدی از ناصر کاتوزیان است.

## جوایز
جلد سوم کتاب با عنوان «عقود معین» در سال ۱۳۶۴ منتشر و در مراسم کتاب سال جمهوری اسلامی ایران به‌عنوان کتاب برگزیده معرفی شد.